# 米爾伯里 (麻薩諸塞州)
米爾伯里（英語：Millbury）是一個位於美國麻薩諸塞州烏斯特縣的鎮。

## 人口
根據2020年美國人口普查的數據，米爾伯里的面積為42.10平方千米，當中陸地面積為40.80平方千米，而水域面積為1.30平方千米。當地共有人口13831人，而人口密度為每平方千米329人。